# António Évora
António Évora (Atouguia da Baleia, 24 de maio de 1941 – Lisboa, 21 de março de 2024) foi um ator consagrado português. 
Sendo apelidado como a "Ponte entre Portugal e o Brasil", António Évora estabeleceu essa ligação com o seu país e o Brasil, desde muito cedo, contribuindo para uma troca cultural no que diz respeito ao teatro, cinema e televisão.

## Biografia
É natural de Atouguia da Baleia. 
A sua curiosidade pelo teatro começa através do teatro radiofónico, ainda na infância.
Estudou teatro (curso de actores) no Conservatório Nacional.
Estreia-se a 28 de novembro de 1965, como actor, no Teatro São Carlos, com a peça "Auto da Festa" de Gil Vicente, integrado na Companhia Rey Colaço-Robles Monteiro.
Trabalhou em diversas Companhias Teatrais, como: Teatro Experimental de Cascais, Empresa Vasco Morgado, Companhia Rafael de Oliveira, Companhia de Teatro de Braga, Teatro O Bando, Artistas Unidos.  Em 1968, inicia a sua carreira no cinema com "A Caçada do Malhadeiro" de Quirino Simões, e em 1974, na Televisão, em "Milho Para o 8º Exército".
Em 2012, passou a residir na Casa do Artista
António Évora foi também formador de vários grupos de teatro amador, assessor cultural nas autarquias de Peniche e Bombarral e esteve na Fundação Calouste Gulbenkian.
Nos últimos anos participou em vários filmes provenientes das mais variadas instituições universitárias, destaque para a curta-metragem biográfica da qual foi centro - "ÉVORA" (2023) - Rafael Sá Carneiro, nomeado para os Prémios Sophia Estudante 2024, da Academia Portuguesa de Cinema.
Faleceu a 21 de março de 2024, aos 82 anos, em Lisboa.

## Televisão
- Ouro Verde TVI 2017
- Massa Fresca TVI 2016
- Santa Bárbara TVI 2015
- Mulheres… Padre, TVI, 2014
- Conta-me Como Foi… José, RTP 2007-2008
- Tu e Eu… Pastor, TVI 2007
- João Semana… José Estêvão, RTP 2004[5]
- Uma Aventura… Xavier, SIC 2004
- Cuidado Com As Aparências, SIC 2002
- Filha do Mar… Joaquim dos Fósforos, TVI 2001-2002
- Espírito da Lei, RTP 2001
- Querido Professor, SIC 2000
- Uma Aventura, SIC 2000
- Ajuste de Contas… Ti Zé, RTP 2000
- Jornalistas… Joaquim, SIC 1999-2000
- A Loja de Camilo, SIC 1999
- Esquadra de Polícia, RTP 1999
- Ballet Rose… Director da PJ, RTP 1998
- Médico de Família, SIC 1998
- Vidas de Sal… Mestre Chico, RTP 1996[6]
- As Aventuras de Camilo, SIC 1996
- Roseira Brava… Zé Luiz, RTP 1995[7]
- A Banqueira do Povo… Duarte, RTP 1993[8]
- A Viúva do Enforcado SIC 1993
- Sozinhos em Casa RTP 1993
- Chuva na Areia RTP 1985[9]
- D. Quixote RTP 1980
- A Traição do Padre Martinho RTP 1975
- Milho Para o 8º Exército RTP 1974

## Cinema
Entre a sua filmografia encontram-se: 
- 1969 - "A Caçada do Malhadeiro"
- 1983 - "Jogo de Mão"
- 1984 - "A Crónica dos Bons Malandros"
- 1986 - "A Noite e a Madrugada"´
- 1992 - "Eternidade"
- 1999 - "Mal"
- 2007 - "Rio Turvo"
- 2008 - "Ubíquo"
- 2011 - "Caloira"
- 2018 - "O Grande Circo Místico"
- 2019 - "Transfugo"
- 2022 - "Chouriço Santo"
- 2023 - "Entrelinhas"
- 2023 - "ÉVORA"

## Teatro
- 1965 - "Auto da Festa" - Teatro São Carlos (Companhia Rey Colaço-Robles Monteiro)
- 1966 - "O Emigrado" - Teatro Avenida (Companhia Rey Colaço-Robles Monteiro - Teatro Nacional D. Maria II)[11]
- 1967 - "Senhora na Boca do Lixo" - Teatro Avenida (Teatro Nacional D. Maria II)[12]
- 1967 - "As Profecias do Bandarra" - Teatro Avenida (Teatro Nacional D. Maria II)[13]
- 1967 - "D. Quixote" - Teatro Experimental de Cascais[14][15]
- 1967 - "Pimpinela" - Teatro Monumental[16]
- 1972 - "P'rá Frente Lisboa" - Teatro Monumental[17]
- 1987 - "Suppappos, tacholetas, pontapés e etc." - Teatro de Braga (CTB)[18]
- 1998 - "Rei Lear" - Teatro Nacional D. Maria II[19]
- 1998 - "Peregrinação" - Teatro O Bando[20]
- 2000 - "A Bilha Quebrada" - Teatro da Malaposta[21]
- 2003 - "Cada Dia a Cada um a Liberdade e o Reino" - Artistas Unidos[22]
- 2003 - "Vive Quem Vive" - Artistas Unidos (Teatro Taborda)[23]
- 2004 - "A Noite Canta os Seus Cantos" - Artistas Unidos (Teatro Taborda)[24]